# Gässlingen, Gästrikland
Gässlingen är en sjö i Hofors kommun i Gästrikland och ingår i Gavleåns huvudavrinningsområde.